# BUBBLE FESTiVAL 2003-春
『BUBBLE FESTiVAL 2003-春』（バブル・フェスティバル にせんさん はる）は、日本のロックバンド、SONS OF ALL PUSSYSのライヴビデオ。2003年10月20日（ネット販売）、2004年3月26日（一般販売）発売。発売元はDanger Crue Records。

## 解説
SONS OF ALL PUSSYSとして初の映像作品。発売当初はインターネット上での販売のみであったが、2004年3月26日に一般店頭販売が開始された。
本作には、ミニアルバム『GRACE』と『gimme A guitar』の収録曲をライヴで演奏している模様が収録されている。なお、シューティングの対象となった公演は、2003年5月15日に赤坂BLITZで行われたライヴ「第3回TOKYO BUBBLE FESTiVAL」である。
本作の特典映像には、バックステージに潜入した「働くおじチャンネル」の他、2003年5月14日に赤坂BLITZで開催したライヴ「第2回TOKYO BUBBLE FESTiVAL」のダイジェスト映像が収録されている。

## 収録曲
1. I love you,I need you,I fuck you
2. gimme A guitar
3. A Song For You
4. 罪の眺め
5. red sky
6. PRIVATE RELIGION
7. Every Second,I’m In ROMANCE
8. Dunce
9. GRACE
10. S.O.A.P.YEAH!YEAH!YEAH!
11. GO!GO!S.O.A.P.
12. GRACE
13. gimme A guitar